# Yizhi Xiang
Yizhi Xiang (kinesiska: 益智, 益智乡) är en socken i Kina. Den ligger i provinsen Yunnan, i den sydvästra delen av landet, omkring 300 kilometer sydväst om provinshuvudstaden Kunming. Antalet invånare är 12 538. Befolkningen består av 5 709 kvinnor och 6 829 män. Barn under 15 år utgör 20,0 %, vuxna 15-64 år 71 %, och äldre över 65 år 8,0 %.
Genomsnittlig årsnederbörd är 1 525 millimeter. Den regnigaste månaden är juli, med i genomsnitt 414 mm nederbörd, och den torraste är februari, med 6 mm nederbörd.